# Melaleuca sphaerodendra
Melaleuca sphaerodendra là một loài thực vật có hoa trong Họ Đào kim nương. Loài này được Craven & J.W.Dawson mô tả khoa học đầu tiên năm 1998.